# Larry Azouni
Larry Azouni (Marsiglia, 23 marzo 1994) è un calciatore tunisino con cittadinanza francese, centrocampista del Dibba Al Hisn.

## Carriera

### Club
Ha giocato nei campionati francese, belga, portoghese, tunisino e saudita.

### Nazionale
Ha esordito con la maglia della nazionale tunisina, di cui fa parte dal 2014, nel 2016.

## Palmarès

### Club

#### Competizioni nazionali
- Supercoppa francese: 2

Olympique Marsiglia: 2010, 2011
- Coppa di Lega francese: 2

Olympique Marsiglia: 2010-2011, 2011-2012